# Халк (фудбалер)
Гиванилдо Вијеира де Соуза (порт. Givanildo Vieira de Souza; 25. јул 1986), познатији као Халк, бразилски је фудбалер који игра као нападач или крило, а тренутно наступа за Атлетико Минеиро.
У Порту је освојио десет титула, укључујући и Лигу Европе 2011. и три национална првенства (током своје четврте узастопне шампионске сезоне 2012/13. прешао у Зенит). У сезони 2010/11. био је најбољи стрелац.

## Трофеји

### Клупски
Порто
- Првенство Португала (4) : 2008/09, 2010/11, 2011/12, 2012/13.[5]
- Куп Португала (3) : 2008/09, 2009/10, 2010/11.
- Суперкуп Португала (3) : 2009, 2010, 2011.
- Лига Европе (1) : 2010/11.

Зенит Санкт Петербург
- Првенство Русије (1) : 2014/15.
- Куп Русије (1) : 2015/16.
- Суперкуп Русије (1) : 2015.

Шангај Порт
- Првенство Кине (1) : 2018.
- Суперкуп Кине (1) : 2019.

Атлетико Минеиро
- Првенство Бразила (1) : 2021.
- Куп Бразила (1) : 2021.
- Лига Минеиро (4) : 2021, 2022, 2023, 2024.
- Суперкуп Бразила (1) : 2022.

### Репрезентативни
Бразил
- Летње олимпијске игре : сребро 2012.
- Куп конфедерација (1) : 2013.